# 5-シクロヘキサデセノン
5-シクロヘキサデセノン（英: 5-Cyclohexadecenone）は、化学式が C16H28O で表される大環状合成ムスクの一種である。

## 合成
シクロドデカノンを塩化スルフリルで塩素化したのち、塩化ビニルマグネシウムテトラヒドロフラン溶液を反応させ、さらにオキシコープ転位する方法をはじめ、さまざまな合成法が研究されている。天然には発見されていない。

## 用途
アンバー、シベット調の強いムスク香を持つ。比較的新しく開発された香料であり、アルコール剤、化粧品、石鹸などに使用される。商標名として「AMBRETONE」（高砂香料工業）、「velvione」（ジボダン）、「TM-II」などがある。